# Condado de Teton (Montana)
O Condado de Teton é um dos 56 condados do estado norte-americano de Montana. A sede de condado é Choteau, que é também a sua maior cidade. O condado tem uma área de 5939 km² (dos quais 52 km² estão cobertos por água), uma população de 6445 habitantes, e uma densidade populacional de 1 hab./km² (segundo o censo nacional de 2000).

## Localidades
- Bynum
- Fairfield
- Dutton
- Kevin